# Lista över fornlämningar i Växjö kommun (Furuby)
Lista över fornlämningar i Växjö kommun (Furuby) är en förteckning av ett urval av de fornlämningar som finns i Furuby i Växjö kommun.
| Namn                                  | Lämningstyp                 | Tillkomsttid | Historisk indelning | Plats | Läge                 | ID-nr          | Bild                                      |
| ------------------------------------- | --------------------------- | ------------ | ------------------- | ----- | -------------------- | -------------- | ----------------------------------------- |
| Furuby 2:1                            | Röse                        |              | Furuby, Småland     |       | 56.910955, 15.029336 | 10071100020001 | Ladda upp en bild av detta fornminne      |
| Furuby 5:1                            | Röse                        |              | Furuby, Småland     |       | 56.819808, 15.038137 | 10071100050001 | Ladda upp en bild av detta fornminne      |
| Furuby 7:1                            | Röse                        |              | Furuby, Småland     |       | 56.803501, 15.045560 | 10071100070001 | Ladda upp en bild av detta fornminne      |
| Furuby 8:1                            | Röse                        |              | Furuby, Småland     |       | 56.896227, 15.009615 | 10071100080001 | Ladda upp en bild av detta fornminne      |
| Furuby 9:1                            | Röse                        |              | Furuby, Småland     |       | 56.901463, 15.010077 | 10071100090001 | Ladda upp en bild av detta fornminne      |
| Furuby 10:1                           | Röse                        |              | Furuby, Småland     |       | 56.899417, 15.009914 | 10071100100001 | Ladda upp en bild av detta fornminne      |
| Furuby 11:1                           | Röse                        |              | Furuby, Småland     |       | 56.893948, 15.008513 | 10071100110001 | Ladda upp en bild av detta fornminne      |
| Furuby 12:1                           | Stenkammargrav              |              | Furuby, Småland     |       | 56.885573, 15.016051 | 10071100120001 | Ladda upp en bild av detta fornminne      |
| Furuby 13:1                           | Grav markerad av sten/block |              | Furuby, Småland     |       | 56.887256, 15.015809 | 10071100130001 | Ladda upp en bild av detta fornminne      |
| Furuby 13:2                           | Stensättning                |              | Furuby, Småland     |       | 56.887375, 15.015977 | 10071100130002 | Ladda upp en bild av detta fornminne      |
| Furuby 14:1                           | Gravfält                    |              | Furuby, Småland     |       | 56.886708, 15.014912 | 10071100140001 | Ladda upp en bild av detta fornminne      |
| Furuby 16:1                           | Röse                        |              | Furuby, Småland     |       | 56.884148, 15.014214 | 10071100160001 | Ladda upp en bild av detta fornminne      |
| Kung Kåres sten / Sm 11 (Furuby 18:1) | Runristning                 |              | Furuby, Småland     |       | 56.879258, 15.013594 | 10071100180001 | Ladda upp en till bild av detta fornminne |
| Furuby 19:1                           | Gravfält                    |              | Furuby, Småland     |       | 56.877324, 15.010428 | 10071100190001 | Ladda upp en bild av detta fornminne      |
| Furuby 22:1                           | Gravfält                    |              | Furuby, Småland     |       | 56.878247, 15.010066 | 10071100220001 | Ladda upp en bild av detta fornminne      |
| Furuby 23:1                           | Röse                        |              | Furuby, Småland     |       | 56.874018, 15.017242 | 10071100230001 | Ladda upp en bild av detta fornminne      |
| Furuby 24:1                           | Stensättning                |              | Furuby, Småland     |       | 56.866698, 15.019314 | 10071100240001 | Ladda upp en bild av detta fornminne      |
| Furuby 26:1                           | Gravfält                    |              | Furuby, Småland     |       | 56.849521, 15.027961 | 10071100260001 | Ladda upp en bild av detta fornminne      |
| Furuby 28:1                           | Röse                        |              | Furuby, Småland     |       | 56.925537, 15.014836 | 10071100280001 | Ladda upp en bild av detta fornminne      |
| Furuby 28:2                           | Röse                        |              | Furuby, Småland     |       | 56.925478, 15.014541 | 10071100280002 | Ladda upp en bild av detta fornminne      |
| Drakaröret (Furuby 30:1)              | Röse                        |              | Furuby, Småland     |       | 56.888923, 15.092504 | 10071100300001 | Ladda upp en bild av detta fornminne      |
| Furuby 40:1                           | Röse                        |              | Furuby, Småland     |       | 56.894694, 15.008124 | 10071100400001 | Ladda upp en bild av detta fornminne      |
| Furuby 41:1                           | Röse                        |              | Furuby, Småland     |       | 56.874806, 15.017136 | 10071100410001 | Ladda upp en bild av detta fornminne      |
| Furuby 48:1                           | Stensättning                |              | Furuby, Småland     |       | 56.860207, 15.085282 | 10071100480001 | Ladda upp en bild av detta fornminne      |
| Skruven (Furuby 57:2)                 | Lägenhetsbebyggelse         |              | Furuby, Småland     |       | 56.852397, 15.098587 | 10071100570002 | Ladda upp en bild av detta fornminne      |
| Furuby 64:1                           | Röse                        |              | Furuby, Småland     |       | 56.825391, 15.094373 | 10071100640001 | Ladda upp en bild av detta fornminne      |
| Furuby 71:1                           | Stensättning                |              | Furuby, Småland     |       | 56.846058, 15.056636 | 10071100710001 | Ladda upp en bild av detta fornminne      |
| Furuby 83:1                           | Röse                        |              | Furuby, Småland     |       | 56.891319, 15.003724 | 10071100830001 | Ladda upp en bild av detta fornminne      |
| Furuby 84:1                           | Stensättning                |              | Furuby, Småland     |       | 56.894193, 15.005206 | 10071100840001 | Ladda upp en bild av detta fornminne      |
| Furuby 85:1                           | Röse                        |              | Furuby, Småland     |       | 56.896558, 15.005690 | 10071100850001 | Ladda upp en bild av detta fornminne      |
| Furuby 85:2                           | Stensättning                |              | Furuby, Småland     |       | 56.896839, 15.006195 | 10071100850002 | Ladda upp en bild av detta fornminne      |
| Furuby 86:1                           | Stensättning                |              | Furuby, Småland     |       | 56.896942, 15.007647 | 10071100860001 | Ladda upp en bild av detta fornminne      |
| Furuby 87:1                           | Hällristning                |              | Furuby, Småland     |       | 56.895108, 15.008174 | 10071100870001 | Ladda upp en bild av detta fornminne      |
| Furuby 88:1                           | Röse                        |              | Furuby, Småland     |       | 56.898809, 15.008901 | 10071100880001 | Ladda upp en bild av detta fornminne      |
| Furuby 89:1                           | Hällristning                |              | Furuby, Småland     |       | 56.899524, 15.012528 | 10071100890001 | Ladda upp en bild av detta fornminne      |
| Furuby 91:1                           | Stensättning                |              | Furuby, Småland     |       | 56.910016, 15.020961 | 10071100910001 | Ladda upp en bild av detta fornminne      |
| Furuby 97:1                           | Stensättning                |              | Furuby, Småland     |       | 56.885525, 15.001554 | 10071100970001 | Ladda upp en bild av detta fornminne      |
| Furuby 98:1                           | Stensättning                |              | Furuby, Småland     |       | 56.873487, 15.008700 | 10071100980001 | Ladda upp en bild av detta fornminne      |
| Furuby 118:1                          | Stensättning                |              | Furuby, Småland     |       | 56.899901, 15.009383 | 10071101180001 | Ladda upp en bild av detta fornminne      |
| Furuby 219                            | Röse                        |              | Furuby, Småland     |       | 56.812929, 15.047809 | 12000000085645 | Ladda upp en bild av detta fornminne      |
| Furuby 229                            | Röse                        |              | Furuby, Småland     |       | 56.812795, 15.048072 | 12000000085661 | Ladda upp en bild av detta fornminne      |
| Furuby 418                            | Stensättning                |              | Furuby, Småland     |       | 56.905585, 15.008041 | 12000000086105 | Ladda upp en bild av detta fornminne      |
| Furuby 419                            | Stensättning                |              | Furuby, Småland     |       | 56.905892, 15.008227 | 12000000086106 | Ladda upp en bild av detta fornminne      |
| Furuby 422                            | Stenkammargrav              |              | Furuby, Småland     |       | 56.901073, 15.024043 | 12000000086110 | Ladda upp en bild av detta fornminne      |
| Furuby 488                            | Röse                        |              | Furuby, Småland     |       | 56.873954, 15.006831 | 12000000086258 | Ladda upp en bild av detta fornminne      |
| Furuby 740                            | Stensättning                |              | Furuby, Småland     |       | 56.824993, 15.011552 | 12000000086953 | Ladda upp en bild av detta fornminne      |
| Furuby 832                            | Röse                        |              | Furuby, Småland     |       | 56.886755, 15.028475 | 12000000087381 | Ladda upp en bild av detta fornminne      |
| Furuby 834                            | Hällristning                |              | Furuby, Småland     |       | 56.880442, 15.026302 | 12000000087383 | Ladda upp en bild av detta fornminne      |
| Furuby 851                            | Stensättning                |              | Furuby, Småland     |       | 56.894185, 15.033571 | 12000000087610 | Ladda upp en bild av detta fornminne      |
| Furuby 853                            | Stensättning                |              | Furuby, Småland     |       | 56.894324, 15.032090 | 12000000087612 | Ladda upp en bild av detta fornminne      |
| Furuby 887                            | Gravfält                    |              | Furuby, Småland     |       | 56.892847, 15.037550 | 12000000087811 | Ladda upp en bild av detta fornminne      |